# 高杉喜一
高杉 喜一（たかすぎ きいち、1912年（大正元年）9月21日 - 1979年（昭和54年）5月29日）は、日本の農業技術者である。

## 経歴・人物
岐阜県の生まれ。安八農学校（現在の岐阜県立大垣養老高等学校）卒業後、岐阜県内の農業試験場に勤務する。
同試験所の研究員として、種なしスイカ等主に多くのスイカの育種研究や開発を行った。1965年（昭和40年）には種なしスイカの商品化に貢献し、1968年（昭和43年）には試験所の所長に就任した。